# 牧駅 (大分県)
牧駅（まきえき）は、大分県大分市大字牧1番地にある、九州旅客鉄道（JR九州）日豊本線の駅である。
大分鉄道事業部大分車両センターがすぐ南にある。

## 歴史
当駅が開業するまでは、大分駅 - 高城駅間は駅間距離が長く、大分近郊では長い区間であった。「沿線に居ながら最寄り駅まで2 kmは遠過ぎる」と言う住民の新駅設置運動によって当駅が開設された。なお、当駅から大分駅方向の近くにある下郡信号場付近には以前、仮乗降場が存在した。

### 年表
- 1987年（昭和62年）
  - 2月22日：日本国有鉄道が開設（同日には同じく大分市内に敷戸駅も開業）[3]。旅客のみを取り扱う駅員無配置駅[4]。
  - 4月1日：国鉄分割民営化に伴い、九州旅客鉄道（JR九州）の駅となる。
- 1993年（平成5年）
  - 10月22日：駅本屋の新築着工[5]。
  - 12月1日：駅本屋の新築完工、業務委託化[5]。

本屋建設以前は、ホームに通じる階段入口横にプレハブ駅舎が設置されており、平日朝のみ社員が派遣されていた。開業当時、1日400人だった利用者数はこの当時700人を超えるほどになったため駅舎を建設し、午前7時から午後6時まで駅員を配置することとした。これにより、従来は930円までの近距離切符しか購入できなかったところが、全ての乗車券購入に対応できるようになった。
- 2012年（平成24年）12月1日：ICカード「SUGOCA」の利用が可能となる[6]。
- 2018年（平成30年）3月17日：駅遠隔案内システム（Smart Support Station）「ANSWER」の導入に伴い無人化[7][8][9]。

## 駅構造

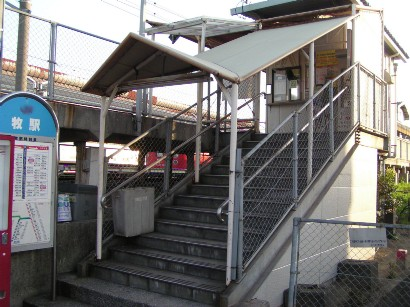
駅舎（2005年3月）

大分鉄道事業部大分車両センターの脇を走る線路の北に幅2 mの狭いホームを添えた単式ホーム1面1線を有する地上駅である。小倉駅を出てから初めての上下列車の交換ができない駅である。駅本屋はホームの北側たる高城方に有るが駅係員1人分のスペースがあるのみの小さな建物である。
ICカードSUGOCAは出入場とチャージのみ対応。2018年3月16日まではJR九州鉄道営業（現在のJR九州サービスサポート）が駅業務を行う業務委託駅であったが、同年3月17日に駅遠隔案内システム「ANSWER」導入と同時に無人化された。

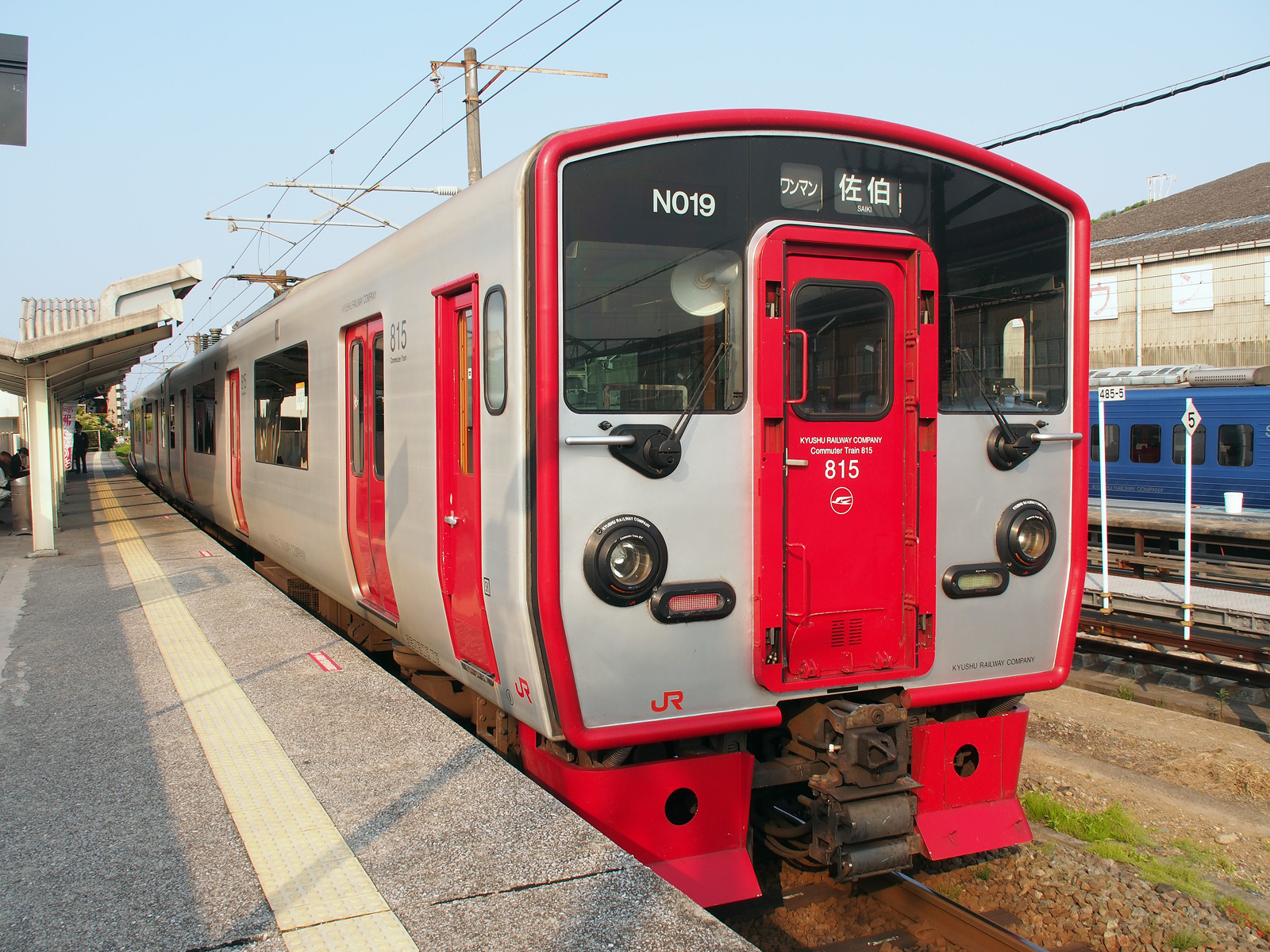
ホーム（2013年5月）
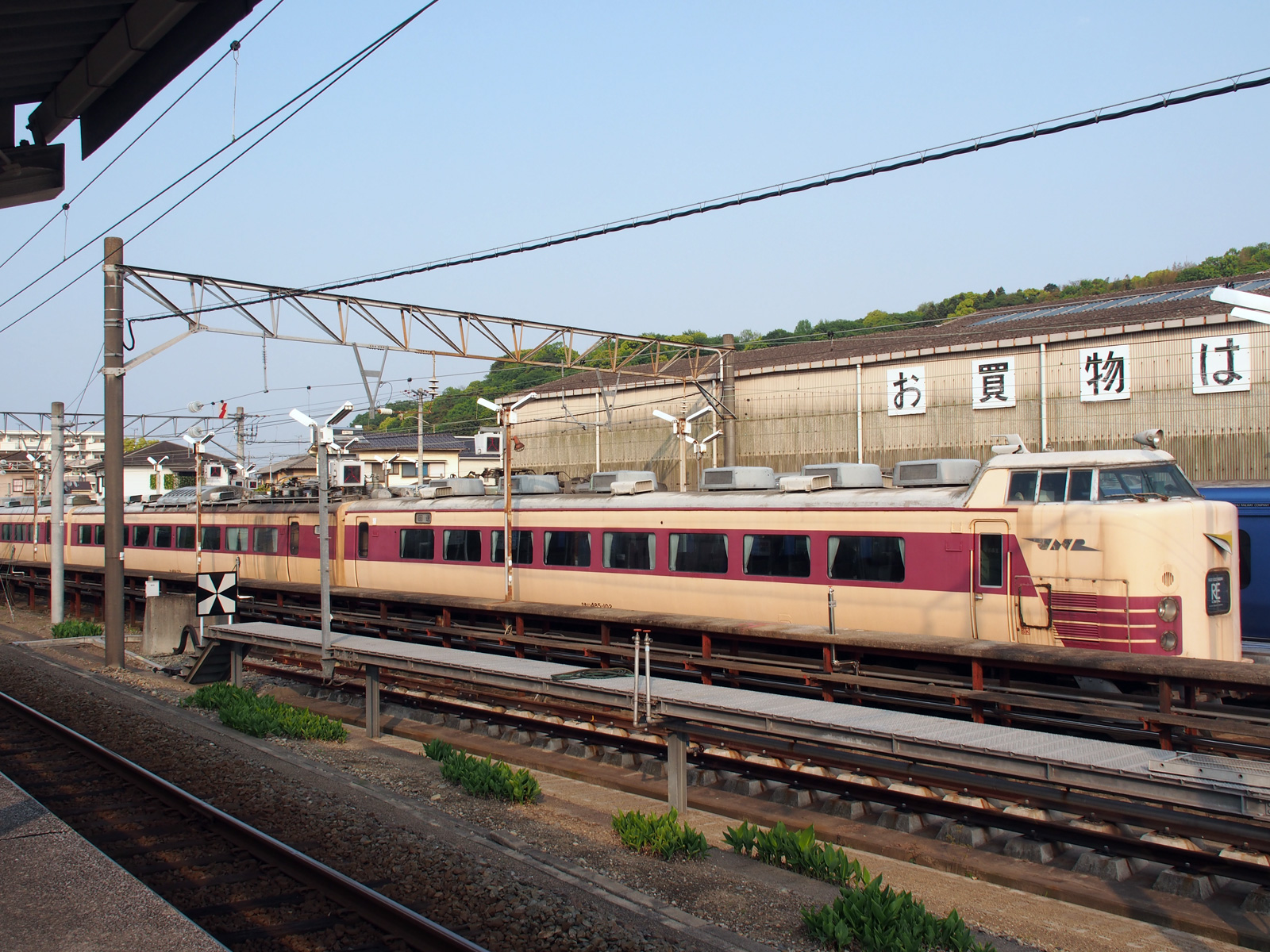
ホームから大分車両センターを見る（2013年5月）

## 利用状況
2023年（令和5年）度の1日平均乗車人員は677人である。
| 乗車人員推移 | 乗車人員推移 |
| 年度         | 1日平均人数  |
| ------------ | ------------ |
| 2000年       | 508          |
| 2001年       | 501          |
| 2002年       | 471          |
| 2003年       | 472          |
| 2004年       | 490          |
| 2005年       | 517          |
| 2006年       | 568          |
| 2007年       | 604          |
| 2008年       | 641          |
| 2009年       | 629          |
| 2010年       | 639          |
| 2011年       | 650          |
| 2012年       | 704          |
| 2013年       | 729          |
| 2014年       | 709          |
| 2015年       | 757          |
| 2016年       | 752          |
| 2017年       | 750          |
| 2018年       | 723          |
| 2019年       | 728          |
| 2020年       | 615          |
| 2021年       | 617          |
| 2022年       | 646          |
| 2023年       | 677          |

## 駅周辺
付近は大分市郊外の住宅地である。駅の近くを大分バスの路線が通るが、駅前まで乗り入れる路線はない（後述）。
- 大分県立埋蔵文化財センター（旧大分県立芸術会館） - 徒歩6分[15]。
- クリスタル温泉
- 平和市民公園（旧称裏川公園[16]） - 裏川沿いの公園。武漢の森、能楽堂、ワンパク広場、ムッちゃんの銅像等がある。所要時間は施設により異なる。
- 大分津留郵便局
- 大分市立城東中学校
- 大分市立東大分小学校
- 大分市立津留小学校
- 岩田中学校・高等学校（近辺では、中高あわせて「岩田学園」と言われる）
- 大分放送本社屋
- 大分縣護國神社
- 国道197号
- 大分県道685号萩原下郡線

### バス路線
駅付近には大分バスの停留所が数ヵ所あるが、牧経由一里塚線以外の各路線は経由しない。
県道側
- 牧 - 大分県道685号線沿い。駅から徒歩約300メートル。

車庫（大分車両センター）側
- 平、大迫 - ともに牧上町交差点付近にある。

## 隣の駅
九州旅客鉄道（JR九州）
■日豊本線
大分駅 - 牧駅 - 高城駅